# Jacek Kresakowski
Jacek Kresakowski, född 25 augusti 1971 är en volleybollspelare. Han spelade 121 landskamper med svenska landslaget. Andersson spelade på klubbnivå förutom i Sverige även i Grekland och Portugal.